# Сражение при Калише (1813)
Сражение при Калише (фр. Bataille de Kalisz) — сражение, произошедшее 13 февраля 1813 года в окрестностях Калиша между французско-саксонско-польскими войсками под командованием генерала Эбенезера Ренье и русскими войсками под командованием генерала Ф. Ф. Винцингероде.
Наступление широким фронтом русских войск фельдмаршала М. И. Кутузова в Польше в январе 1813 года повлияло на решение Евгения Богарне, оставленного Наполеоном командовать всеми союзными войсками в Варшавском герцогстве, который приказал всем войскам отступить в сторону Берлина. 
Решив воспользоваться ситуацией паники у противника, М. И. Кутузов выслал через Конин и Ставишин генерала Ф. Ф. Винценгероде со сводным отрядом, чтобы, используя внезапность, перерезать отход французам. Под Калишем стоял отступающий с территорий Варшавского герцогства 7-й корпус под командованием Жана Луи Ренье, включавший французский, саксонский и польский контингенты, которые расположились по окрестным деревням и не имели прочной связи между собой.
1 (13) февраля Винценгероде подошел к Калишу и, узнав о неосторожности противника, решил немедленно на него напасть. С. Н. Ланской, с большей частью конницы, вторгнувшись в район неприятельского расположения, быстро прервал сообщения между деревнями и преградил путь отступления французам. Вскоре подоспела русская пехота и атаковала деревни. 
Сопротивление войск противника, оставшегося без взаимной связи, было хотя и упорно, но непродолжительно. Саксонцы в Коканине вынуждены были сдаться; только трём ротам с большими потерями удалось пробиться к Калишу. Ностиц упорно оборонялся в селе Боркове, надеясь на помощь Габленца, но вынужден был сложить оружие; между тем, сам Габленц был оттеснен резервной конницей князя Трубецкого к Скаржеву. Саксонцы из Павловека, построив каре, отразили атаки русской конницы, успели дойти до реки Просны и ночью перешли ее в брод. Ренье выслал из Калиша на помощь конницу, но она была опрокинута Ланским. 
Войска Винценгероде подошли к самому городу. Казаки заняли предместье Тынец, но дивизия Дюрютта и бригады Сара и Мора, подоспевшие из Виньяр и Скаржева, вытеснили оттуда казаков и, заняв позицию впереди предместья, открыли орудийный огонь по подходившей русской пехоте и остановили её. Ренье сумел продержаться до ночи, а затем отступил за Просну и отошел к Глогау. Габленц отошел к Ченстохове и соединился с отрядом князя Понятовского, так как путь для соединения с Ренье был занят казаками. 
Утром 2 (14) февраля русские заняли Калиш, потеряв в боях накануне 670 человек. Противник потерял 1500 убитыми и ранеными и столько же пленными. 
Русские закрепили успех, заключавшийся в оккупации небольшими силами территории Варшавского герцогства до границы с Силезией и реки Одер.